# Wu Xuan Yi
Wu Xuanyi (Hanja  : 吴宣仪), née le 26 janvier 1995 à Haikou, est une chanteuse chinoise membre du girl group sud-coréano-chinois Cosmic Girls. Arrivée à la deuxième place de l'émission de télé-réalité de survie Produce 101 en Chine, elle rejoint en 2018 le girl group chinois Rocket Girls 101.

## Biographie
Wu Xuan Yi est née à Hainan, en Chine. Elle a rejoint Yuehua Entertainment, déménagé en Corée du Sud vers 2014, 2015 et rejoint Starship Entertainment où elle a suivi une formation. 

## Carrière

### 2015-2016: Débuts avecCosmic Girlset Joy
Le 4 décembre, 2015, Starship Entertainment et Yuehua Entertainment ont présenté les 12 membres du girl group Cosmic Girls. Wu Xuan Yi a été présentée en tant que membre de la Joy Unit, une des sous-unités du groupe. Les Cosmic Girls font officiellement leurs débuts en février 2016 avec leur mini album Would You Like? ayant MoMoMo et Catch Me, comme pistes principales. 

### 2018-présent: Produce 101, Rocket Girls 101, et débuts d'actrice
En 2018, Wu Xuan Yi et Meng Meiqi ont participé à l'émission de télé-réalité de survie Produce 101 en Chine. Elle arrive à la deuxième place du classement avec 181,533,349 votes et fait ses débuts en tant que membre de Rocket Girls 101.
Le 9 août, Yuehua Entertainment et Mavericks Entertainment publient un message indiquant qu'ils retireraient Xuan Yi, Meiqi et Zining de Rocket Girls. Xuan Yi et Meiqi reprendront leurs activités avec Cosmic Girls. Cependant, le 17 août, les deux entreprises ont confirmé que, après avoir trouvé un accord avec Tencent, Xuan Yi retournerait dans le groupe avec Meiqi.
Un mois avant que Wu Xuan Yi retourne en Chine pour Produce 101, Cheng Xiao l'invite dans l'émission Best Friends' Perfect Vacation. Après son début dans Rocket Girls 101, elle rejoint deux programmes de variétés : Space Challenge (sur Youku Video) et Nice to Meet You (sur Zhejiang TV). Wu Xuan Yi est aussi l'actrice principale du film vocal Future Girlfriend Lab, sorti en novembre.

## Discographie

### EP
| Titre | Détails | Ventes        |
| ----- | --- | ------------- |
| 25    | - Date de sortie : 25 septembre 2020 - Label: Yuehua Entertainment - Formats : Téléchargement numérique, streaming | CHN: 237 000+ |
| Gift  | - Date de sortie : 30 décembre 2021 - Label: Yuehua Entertainment - Formats : Téléchargement numérique, streaming  | CHN: 29 000+  |

### Singles
| Année                    | Titre                                                   | Album                                   |
| Comme artiste principale | Comme artiste principale                                | Comme artiste principale                |
| ------------------------ | ------------------------------------------------------- | --------------------------------------- |
| 2019                     | 满糖宣言 (Sweet Declaration)                            | Standing Wind (立風) - Rocket Girls 101 |
| 2019                     | 小小鸟 (Little Bird)                                    | The Angry Birds Movie 2 OST             |
| 2019                     | 柔骨魅兔 (Soft Bone Spirit's Rabbit)                    | The Legend Of The Dragon King OST       |
| 2020                     | 麻辣时光 (Spicy Time)                                   | Run for Young (风犬少年的天空) OST      |
| 2021                     | We Were In Love                                         | Non issu d'un album                     |
| Collaborations           |                                                         |                                         |
| 2019                     | 福气拱拱来 (avec Meng Meiqi, Duan Aojuan et Lai Meiyun) | Boonie Bears: Blast into the Past OST   |

## Filmographie

### Films
| Année | Titre en anglais | Titre chinois | Rôle      | Notes          |
| ----- | ---------------- | ------------- | --------- | -------------- |
| 2018  | Marna            | 初恋的滋味    | Bai Marna | Rôle principal |

### Séries télévisées
| Année | Titre en anglais | Titre chinois | Rôle    | Notes          |
| ----- | ---------------- | ------------- | ------- | -------------- |
| 2020  | Douluo Continent | 斗罗大陆      | Xiao Wu | Rôle principal |

### Émissions
| Année | Titre                                      | Titre Original             | Réseau              | Notes                                |
| ----- | ------------------------------------------ | -------------------------- | ------------------- | ------------------------------------ |
| 2011  | Weekly Idol                                | 주간 아이돌                | MBC Every 1         | Invitée aux épisodes 243, 291 et 375 |
| 2013  | After School Club                          | After School Club          | Arirang TV.         | -                                    |
| 2015  | Knowing Bros                               | 아는형님                   | JTBC                | Invitée aux épisodes 16 et 59        |
| 2016  | Idol Party: Under The Sky Without a Mother | 아이돌잔치                 | TV-Joseon           | Invitée à l'épisode 9                |
| 2016  | Would You Like Girls: My Cosmic Diary      | 우주 LIKE 소녀             | MBC                 | Membre principale                    |
| 2016  | UZZU TAPE                                  | 우쭈테잎                   | -                   | Membre principale à l'épisode 3      |
| 2017  | WJSN - WuSoBoShow                          | 우소보쇼                   | -                   | Membre principale                    |
| 2017  | We Like Zines!                             | 냄비받침                   | KBS2                | Invitée à l'épisode 6                |
| 2017  | K-RUSH                                     | KBS World Idol Show K-RUSH | KBS World           | Invitée à l'épisode 15               |
| 2018  | Best Friends’ Perfect Vacation             | 闺蜜的完美旅行             | Tencent Vidéo       | Membre du casting                    |
| 2018  | Produce 101                                | 创造101                    | Tencent Vidéo       | Participante                         |
| 2018  | Space Challenge                            | 挑战吧！太空               | Youku               | Membre du casting                    |
| 2019  | Meeting You                                | 遇见你真好                 | Zhejiang Télévision | Membre du casting                    |
| 2019  | Chase Me                                   | 追我吧                     | Zhejiang Télévision | Membre du casting                    |

## Prix et nominations
| Année | Prix                                       | Catégorie                                                       | Résultat | Réf.              |
| ----- | ------------------------------------------ | --------------------------------------------------------------- | -------- | ----------------- |
| 2018  | Fresh Asia Music 2018                      | Chanteuse la plus populaire de l'année                          | Lauréat  | [ 7 ]             |
| 2019  | Golden Data Entertainment Awards 2018-2019 | Artiste féminine de variété de l'année avec le plus d'Influence | Lauréat  | [réf. nécessaire] |
| 2019  | Sina Film & TV Awards                      | Artiste féminine de variété la plus populaire                   | Lauréat  | [ 8 ]             |